# 阿尔内 (名)
阿尔内，是主要使用于芬兰和爱沙尼亚的芬兰语和爱沙尼亚语名。以下知名人物使用此名：
- 阿尔内·阿尔沃宁（1897年8月4日－2009年1月1日），芬兰超级人瑞。
- 阿尔内·波赫约宁（1886年3月29日－1938年12月22日），芬兰体操运动员。
- 阿尔内·雷尼（1906年8月6日－1974年2月23日），芬兰摔跤运动员。
- 阿尔内·佩尔科宁（1891年11月24日－1959年11月6日），芬兰体操运动员。
- 阿尔内·佩卡莱宁（1895年－1958年3月19日），芬兰帆船运动员。
- 阿尔内·萨洛瓦拉（1887年2月25日－1945年9月11日），芬兰体操运动员。